# Florian Hufnagl

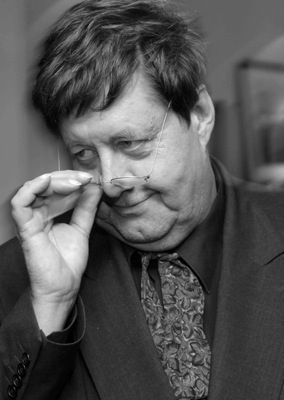
Florian Hufnagl (2014)

Florian Ulrich Hufnagl (* 11. November 1948; † 31. Dezember 2019 in München) war ein deutscher Kunsthistoriker und Designhistoriker.

## Leben
Florian Hufnagl studierte Kunstwissenschaft, Klassische Archäologie und Neuere Geschichte an der Universität München und schloss 1976 mit einer Promotion über Leben und Werk des Architekten Gottfried von Neureuther ab. Er war zunächst am Bayerischen Landesamt für Denkmalpflege tätig. 1980 wurde er Museumskurator der Neuen Sammlung, von 1990 bis Ende Januar 2014 war er dort leitender Sammlungsdirektor. Von 1998 bis 2013 war er Vorsitzender der Direktorenkonferenz der Staatlichen Museen und Sammlungen in Bayern.
Hufnagl lehrte Kunst des 19. und 20. Jahrhunderts am Institut für Kunstgeschichte der Universität München und war seit 1997 Honorarprofessor an der Akademie der Bildenden Künste in München.
Er schrieb u. a.: „Design ist auf den kulturellen Humus angewiesen, in dem es wächst und reagiert auf technische, aber gesellschaftliche Gegebenheiten. Die nordamerikanischen Trucks mit ihrem martialischen Aussehen haben ihren Kontinent nie verlassen. Schon in Südamerika sehen Lkws anders aus, ganz zu schweigen von pakistanischen Brummis.“
Hufnagl starb im Alter von 71 Jahren an den Folgen eines Krebsleidens.

## Ehrungen und Auszeichnungen
- 2009: Orden des Sterns von Italien: Commendatore dell’ Ordine della Stella della Solidarietà Italiana der Republik Italien[4]
- 2013: Verdienstkreuz 1. Klasse des Verdienstordens der Bundesrepublik Deutschland
- 2014: Designpreis der Landeshauptstadt München[5]
- 2016: Bayerischer Verdienstorden

## Publikationen (Auswahl)
- Gottfried von Neureuther (1811–1887) Leben und Werk, Florian Hufnagl. München 1979, ISBN 3-87913-105-8, ISBN 978-3-8316-6091-9.
- Leo von Klenze. Gemälde und Zeichnungen, Norbert Lieb und Florian Hufnagl. München 1979, ISBN 3-7667-0457-5.
- Leo von Klenze und die Sammlung architectonischer Entwürfe, Florian Hufnagl. Worms 1983, ISBN 3-8846-2017-7.
- Künstlerplakate: Frankreich/USA – Zweite Hälfte 20. Jahrhundert, Hrsg. Hans Wichmann, Florian Hufnagl. Ausstellungskatalog der Neuen Sammlung. Basel/Boston/Berlin 1991, ISBN 978-3-76432-563-3.
- Design und Kunst: Burg Giebichenstein 1945–1990, ein Beispiel aus dem anderen Deutschland, Florian Hufnagl. Ausstellungskatalog der Neuen Sammlung. München 1991.
- Design: Vignelli New York, Florian Hufnagl. Ausstellungskatalog der Neuen Sammlung. München 1992.
- Einblicke – Ausblicke. Für ein Museum von morgen. Die Neue Sammlung, Hrsg. Florian Hufnagl. Stuttgart 1996, ISBN 3-925369-58-9.
- Plastics and Design, Hrsg. Florian Hufnagl. Publikation zur Ausstellung des Museum Künstlerkolonie, Mathildenhöhe Darmstadt 1997 und der Neuen Sammlung München 1998. Stuttgart 1997, ISBN 3-925369-72-4.
- Process, A Tomato Project Munich, Florian Hufnagl. Publikation zur Ausstellung der Neuen Sammlung. Schopfheim/München 1997, ISBN 3-925560-85-8.
- Zeit – Raum – Design. Design aus fünf Jahrzehnten. Neues Museum Nürnberg. Sammlung Design, Hrsg. Florian Hufnagl. Schopfheim/München 2000, ISBN 3-925560-96-3, ISBN 978-3-92556-096-5.
- Sechs neue: Museen in Bayern, Hrsg. Florian Hufnagl. Text Oliver Herwig. Fotografie Zooey Braun. Tübingen 2002, ISBN 978-3-80300-625-7.
- Pinakothek der Moderne: Kunst, Grafik, Architektur, Design, Hrsg. Reinhold Baumstark, Carla Schulz-Hoffmann, Michael Semff, Winfried Nerdinger, Florian Hufnagl. Köln 2002, ISBN 3-8321-7221-1.
- Design-Museen der Welt, eingeladen durch Die Neue Sammlung München. Zu Gast im Neuen Museum, Staatliches Museum für Kunst und Design, Nürnberg, Hrsg. Florian Hufnagl. Begleitpublikation zur Ausstellung. Basel/Boston/Berlin 2003, ISBN 3-764367-415.
- Hermann Jünger – Schmuckstücke Fundstücke, Hrsg. Florian Hufnagl. Text Hermann Jünger. Fotos Eva Jünger. Mainz 2002, ISBN 3-87439-613-4.
- Karim Rashid – Change, Hrsg. Florian Hufnagl. Basel/Boston/Berlin 2005, ISBN 978-3-76437-227-9.
- Diamonds and Bars. Die Kunst der Amischen. Quilts der Sammlung Schlumberger, Hrsg. Florian Hufnagl. Publikation zur Ausstellung der Neuen Sammlung. Stuttgart 2007, ISBN 978-3-89790-262-6.
- Giampaolo Babetto – L’italianità dei gioielli, Hrsg. Florian Hufnagl. Publikation zur Ausstellung der Neuen Sammlung. Stuttgart 2010, ISBN 978-3-89790-327-2.
- Marokkanische Teppiche und die Kunst der Moderne, Hrsg. Florian Hufnagl, Jürgen Adam. München 2013, ISBN 978-3-89790-399-9.
- Otto Künzli. Das Buch, Hrsg. Florian Hufnagl. Publikation zur Ausstellung der Neuen Sammlung München; Mudac – Musée de Design et d’Arts Appliqués Contemporains, Lausanne; Tokyo Metropolitan Teien Art Museum, Tokio. Stuttgart 2013, ISBN 978-3-89790-382-1.